# Skönsberg
Skönsberg är en stadsdel i stadsdelsområdet Skönsberg i nordöstra Sundsvall. Stadsdelen avgränsas i norr av Ortviksberget, till öster av Ortviken, i söder av Sundsvallsfjärden. Väster om Skönsberg utgör Europaväg 4 gräns till stadsdelen Haga. 
Skönsberg kallas ibland för Staden i staden. Så står det också skrivet på en skylt på väggen till Skönsbergs Folkets Hus. I Skönsbergs centrum återfinnes Gillebergets Hälsocentral, Skönsbergs folkets hus, fritidsgård, bangolf, konstgräsrink, Birgittakyrkan, isbanor och en rad butiker.  Framför Skönsbergs Folkets Hus stod den 14 meter höga aluminiumskulpturen Spiral Reflex av Arne Jones, färdigställd 1960. I Ortviksparken vid stranden finns grillplats, pumptrack-bana, utegym och lekplats med linbana.
Stadsdelsområdet Skönsberg innefattar även stadsdelarna och bostadsområdena Gärde, Ortviken, Sibirien, Petersvik och Granbacken.
Hellbergsskolan (tidigare Skönsbergs skola) har idag elever från förskoleklass upp till årskurs 6.

## Historia
Namnet Skönsberg (bergen i Skön) åsyftar Gilleberget och Kattberget.
1868 byggde Per Fredrik Heffner en stor ångsåg, Heffners sågverk. Verksamheten växte och blev en betydande näring i Sundsvall och samhället Skönsberg bildades. Vid sågen byggdes kontor, bostäder samt en herrgård, Heffners herrgård, upp. 
Kring år 1970 byggdes en E4-motorväg som blev en barriär mellan Skönsberg och Haga. I samband med Projekt E4-Sundsvall 2014 byggdes en bro för fordons-, gång- och cykeltrafik över E4 vid Skönsbergs centrum, som underlättade trafik mellan Skönsbergs centrum (Medborgargatan) och Haga (Trafikgatan).  
Skönsberg ingick i de 38 LUA-områden som fick extra utvecklingsresurser från svenska staten åren 2008 till 2011, men ingick inte i de 15 urbana utvecklingsområden som definierades 2012. 

### Administrativ tillhörighet
Skönsberg var belägen i Sköns socken och ingick efter kommunreformen 1862 i Sköns landskommun, där Skönsbergs municipalsamhälle inrättades 21 september 1894. Detta upplöstes 1 januari 1948 då området bröts ur landskommunen och uppgick i Sköns köping, och uppgick i Sundsvalls stad år 1965, vilken 1971 blev Sundsvalls kommun.
| Befolkningsutvecklingen i Skönsberg 1900–1900 | Befolkningsutvecklingen i Skönsberg 1900–1900 | Befolkningsutvecklingen i Skönsberg 1900–1900 | Befolkningsutvecklingen i Skönsberg 1900–1900 | Befolkningsutvecklingen i Skönsberg 1900–1900 |
| --------------------------------------------- | --------------------------------------------- | --------------------------------------------- | --------------------------------------------- | --------------------------------------------- |
|                                               |                                               |                                               |                                               |                                               |
| År                                            |                                               |                                               | Folkmängd                                     |                                               |
| 1900                                          | 1900                                          |                                               | 1 821                                         | †                                             |
| † Befolkning runt ett municipalsamhälle 1900. |                                               |                                               |                                               |                                               |

### Skolor
De äldsta skolorna i Skönsbergsområdet var bruks- eller bolagsskolor. Bruk och bolag var skyldiga att upprätta skolor för sågverksarbetarnas barn, för att undvika barnarbete. 1872 startades därför Heffners skola som drevs av Heffners sågverk till och med 1929 då den övergick i Sköns kommuns ägo. Ortvikens skola var ett annat exempel på bruksskola tillhörande Ortvikens pappersbruk.
1897 öppnades en tillfällig församlingsskola vid prästgården och 1899 flyttades verksamheten till den nybyggda Malmtorgsskolan som även kallades Skönsbergs småskola. Malmtorgsskolan brandhärjades 1957. 
Skönsbergs skola stod klar 1912, och hette ursprungligen Hellbergsskolan efter storbonden och kommunalnämndens ordförande Alfred Hellberg som skänkt tomtmarken till skolan. Den kallades allmänt "Stora stenskolan" eller Storskolan.  
Skönsbergs skola lades tillfälligt ned 2009 och verksamhet flyttades till Katrinelunds skola i Haga, som senare uppgick i Hagaskolan. Skönsbergs skola rustades upp, återfick sitt ursprungliga namn, Hellbergsskolan, och öppnades som en F-6-skola. Korstaskolan i Ortviken lades ned och revs 2013, och stor del av barnen flyttade då till Hellbergsskolan.